# Elecciones generales del Reino Unido de 1847
En las elecciones generales del Reino Unido de 1847 los candidatos conservadores obtuvieron un mayor número de escaños, en gran parte porque ganaron muchos sin que se presentase competencia. Sin embargo, la división de los conservadores entre la mayoría de proteccionistas, liderados por Lord Stanley, y la minoría librecambista, conocidos como los Peelites, encabezados por el antiguo primer ministro Sir Robert Peel, permitió a los Whigs, liderados por Lord John Russell, continuar en el gobierno.

## Resultados
| Partido | Partido                      | Votos   | %    | Escaños | Dif. |
|         | Whig                         | 259.311 | 53,8 | 292     | +21  |
|         | Partido Conservador          | 205.481 | 42,7 | 325     | -42  |
|         | Asociación por la Derogación | 14.128  | 2,9  | 36      | +16  |
|         | Cartismo                     | 2.848   | 0,6  | 1       | +1   |
|         | Otros                        | 661     | 0,1  | 2       | +2   |